# Stammliste des Hauses Habsburg-Lothringen
Stammliste des Hauses Habsburg-Lothringen mit den in der Wikipedia vertretenen Personen und wichtigen Zwischengliedern. Das Haus Habsburg-Lothringen (auch Haus Österreich genannt) wurde 1736 mit der Hochzeit Maria-Theresias von Österreich aus dem Haus Habsburg mit Franz Stephan von Lothringen aus dem Haus Vaudémont begründet.
Vor 1736 (Hochzeit der Dynastiegründer) siehe Stammliste der Habsburger

## Haus Habsburg-Lothringen

Wappen derer von Habsburg-Lothringen seit 1806

1. Maria Theresia (1717–1780) ⚭ Kaiser Franz I. Stephan (HRR) (1708–1765)
  1. Maria Elisabeth von Österreich (1737–1740)
  2. Maria Anna von Österreich (1738–1789), Mäzenin in Klagenfurt
  3. Maria Karolina von Österreich (1740–1741)
  4. Joseph II. (1741–1790) ⚭ (I) Isabella von Parma (1741–1763), Tochter von Herzog Philipp (Parma) (1720–1765); ⚭ (II) Maria Josepha von Bayern (1739–1767), Tochter von Kurfürst Karl Albrecht von Bayern (1697–1745)
    1. (I) Maria Theresia (1762–1770)
    2. (I) Christine (1763–1763)

  5. Maria Christina von Österreich (1742–1798) ⚭ Herzog Albert Kasimir von Sachsen-Teschen (1738–1822)
  6. Maria Elisabeth von Österreich (1743–1808), Äbtissin in Innsbruck
  7. Karl Joseph von Österreich (1745–1761)
  8. Maria Amalia von Österreich (1746–1804) ⚭ Herzog Ferdinand (Parma) (1751–1802)
  9. Leopold II. (HRR) (1747–1792) ⚭ Maria Ludovica von Spanien (1745–1792), Tochter von König Karl III. (Spanien) (1716–1788)
    1. Maria Theresia von Österreich (1767–1827) ⚭ König Anton (Sachsen) (1755–1836)
    2. Franz II. (HRR) (1768–1835) ⚭ (I) Elisabeth von Württemberg (1767–1790), Tochter von Herzog Friedrich Eugen (Württemberg) (1732–1797); ⚭ (II) Maria Theresia von Neapel-Sizilien (1772–1807), Tochter von König Ferdinand I. (Sizilien) (1751–1825); ⚭ (III) Maria Ludovika Beatrix von Österreich-Este (1787–1816), Tochter von Erzherzog Ferdinand Karl von Österreich-Este (1754–1806); ⚭ (IV) Karoline Auguste von Bayern (1792–1873), Tochter von König Maximilian I. Joseph (Bayern) (1756–1825)
      1. (I) Ludovika Elisabeth Franziska (1790–1791)
      2. (II) Marie-Louise von Österreich (1791–1847) ⚭ Napoleon Bonaparte (1769–1821)
      3. (II) Ferdinand I. (Österreich) (1793–1875) ⚭ Maria Anna von Savoyen (1803–1884), Tochter von König Viktor Emanuel I. (1759–1824)
      4. (II) Marie Karoline (1794–1795)
      5. (II) Karoline Ludovika Leopoldine (1795–1799)
      6. (II) Maria Leopoldine von Österreich (1797–1826) ⚭ König Peter IV. (Portugal) (1798–1834), Kaiser von Brasilien
      7. (II) Maria Klementine von Österreich (1798–1881) ⚭ Leopold von Neapel-Sizilien (1790–1851), Herzog von Salerno
      8. (II) Josef Franz Leopold (1799–1807)
      9. (II) Karoline Ferdinande von Österreich (1801–1832) ⚭ König Friedrich August II. (Sachsen) (1797–1854)
      10. (II) Franz Karl von Österreich (1802–1878) ⚭ Sophie Friederike von Bayern (1805–1872), Tochter von Maximilian I. Joseph (Bayern) (1756–1825)
        1. Franz Joseph I. (1830–1916) ⚭ Elisabeth von Österreich-Ungarn (1837–1898), Tochter von Max Joseph in Bayern (1808–1888)
          1. Sophie Friederike von Österreich (1855–1857)
          2. Gisela von Österreich (1856–1932) ⚭ Prinz Leopold von Bayern (1846–1930), Generalfeldmarschall
          3. Rudolf von Österreich-Ungarn (1858–1889) ⚭ Stephanie von Belgien (1864–1945), Tochter von König Leopold II. (Belgien) (1835–1909)
            1. Elisabeth Marie von Österreich (1883–1963) ⚭ (I) Otto zu Windisch-Graetz (1873–1952), geschieden; (II) Leopold Petznek (1881–1956)

          4. Marie Valerie von Österreich (1868–1924) ⚭ Franz Salvator von Österreich-Toskana (1866–1939)

        2. Maximilian I. (Mexiko) (1832–1867) ⚭ Charlotte von Belgien (1840–1927), Tochter von König Leopold I. (Belgien) (1790–1865)
        3. Karl Ludwig von Österreich (1833–1896)
          1. Franz Ferdinand von Österreich-Este (1863–1914), Attentat ⚭ Sophie Chotek von Chotkowa (1868–1914), Attentat, Tochter von Graf Boguslaw Chotek von Chotkow (1829–1896) (Stammeltern des Geschlechts Hohenberg)
            1. Sophie von Hohenberg (1901–1990) ⚭ Friedrich von Nostitz-Rieneck (1891–1973), Sohn von Graf Erwein Nostitz-Rieneck (1863–1931)
            2. Maximilian Hohenberg (1902–1962) ⚭ Elisabeth von Waldburg-Wolfegg (1904–1993), Tochter von Fürst Maximilian von Waldburg-Wolfegg-Waldsee (1863–1950)
              1. Franz (1927–1977) ⚭ Elisabeth von Luxemburg (1922–2011), Tochter von Großherzogin Charlotte (Luxemburg) (1896–1985)
                1. Anita (* 1958) ⚭ Romée Comte de La Poeze d’Harambure (* 1949), auf Artstetten
                2. Sophie (* 1960) ⚭ Jean-Louis Baron de Potesta (* 1951)

              2. Georg Hohenberg (1929–2019) ⚭ Elenore Prinzessin Auersperg-Breunner (* 1928)
                1. Nikolaus (* 1961) ⚭ Elisabeth Gräfin von Westphalen (* 1963)
                2. Henriette (* 1964)
                3. Maximilian Hohenberg ⚭ Emilie Olivia

              3. Albrecht (* 1931) ⚭ Leontine Gräfin von Cassis-Faraone (* 1933)
                1. Margarethe Hohenberg (* 1963) ⚭ Karl Joseph Habsburg-Lothringen (* 1960)
                2. Leo Hohenberg (* 1964) ⚭ Rosalind Roque Alcoforado (* 1964)
                3. Johanna Hohenberg (* 1966) ⚭ Andreas Graf Henckel von Donnersmarck (* 1959)
                4. Katharina Hohenberg (* 1969) ⚭ Carlos de Vigo

              4. Johannes (1933–2003) ⚭ Elisabeth Meilinger-Rehrl (* 1947)
                1. Sophie Hohenberg (* 1970)
                2. Stephan Hohenberg (* 1972) ⚭ Leonie von Kloss
                3. Georg Hohenberg (* 1975)
                4. Isabella Hohenberg (* 1976)

              5. Peter (* 1936) ⚭ Christine Meilinger-Rehrl (* 1945)
                1. Marie-Christine Hohenberg (* 1970)
                2. Marie-Therese Hohenberg (* 1972)

              6. Gerhard (* 1941)

            3. Ernst Hohenberg (1904–1954) ⚭ Marie-Therese Wood (1910–1985), Tochter von Georg Jervis Wood
              1. Franz Ferdinand (1937–1978) ⚭ Heidi Zechling (1941–2015)
                1. Franz Hohenberg (* 1969) ⚭ Christiane Pirker (* 1970)

              2. Ernst von Hohenberg (* 1944) ⚭ (I) Patricia Caesar (* 1953); ⚭ (II) Margareta Anna Ndisi (* 1959)
                1. (I) Eva von Hohenberg (* 1974) ⚭ Alessandro Geromella (* 1970) (annulliert)

            4. (Sohn) (1908)

          2. Otto Franz Joseph von Österreich (1865–1906) ⚭ Maria Josepha von Sachsen (1867–1944), Tochter von König Georg (Sachsen) (1832–1904)
            1. Karl I. (Österreich-Ungarn) (1887–1922) ⚭ Zita von Bourbon-Parma (1892–1989), Tochter von Herzog Robert I. (Parma) (1848–1907), → Nachkommen von Karl I. (Österreich-Ungarn)
            2. Maximilian Eugen von Österreich (1895–1952) ⚭ Franziska zu Hohenlohe-Waldenburg-Schillingsfürst (1897–1989), Tochter von Prinz Konrad zu Hohenlohe-Schillingsfürst (1863–1918)
              1. Ferdinand von Habsburg (1918–2004)
              2. Heinrich Karl Maria von Habsburg (1925–2014), Graf Kyburg ⚭ Ludmilla von Galen (* 1939)
                1. Philipp (* 1962) ⚭ Mayasuni Nn.
                  1. Amaya Habsburg-Lothringen

                2. Marie Christine (* 1964) ⚭ Clemens Guggenberg von Riedhofen (* 1962)
                3. Ferdinand Habsburg-Lothringen (* 1965) ⚭ Tita von Hardenberg (* 1968), Tochter von Graf Andreas von Hardenberg (* 1937)
                4. Konrad Habsburg-Lothringen (* 1971) ⚭ Ashmita

          3. Ferdinand Karl von Österreich (1868–1915), gen. Ferdinand Burg ⚭ Berta Czuber (1879–1979), Tochter von Professor Emanuel Czuber (1851–1925), Mathematiker
          4. Margarete Sophie von Österreich (1870–1902) ⚭ Albrecht von Württemberg (1865–1939)
          5. Maria Annunziata von Österreich (1876–1961), Äbtissin in Prag
          6. Elisabeth Amalie von Österreich (1878–1960) ⚭ Alois von und zu Liechtenstein (1869–1955)

        4. Karolina von Österreich (1835–1840)
        5. Ludwig Viktor von Österreich (1842–1919)

      11. (II) Marie Anne (1804–1858)
      12. (II) Johann Nepomuk (1805–1809)
      13. (II) Amalie Theresia (1807)

    3. Ferdinand III. (Toskana) (1769–1824) – Begründer der → Linie Österreich-Toskana
    4. Maria Anna von Österreich (1770–1809), Äbtissin in Prag
    5. Karl von Österreich-Teschen (1771–1847) ⚭ Henriette Alexandrine von Nassau-Weilburg (1797–1829), Tochter von Herzog Friedrich Wilhelm (Nassau-Weilburg) (1768–1816) – Begründer der → „Feldherrenlinie“
    6. Alexander Leopold von Österreich (1772–1795), Palatin von Ungarn
    7. Albrecht Johann Joseph (1773–1774)
    8. Maximilian Johann Joseph (1774–1778)
    9. Joseph von Österreich (1776–1847), Palatin von Ungarn ⚭ (I) Alexandra Pawlowna Romanowa (1783–1801), Tochter von Zar Paul I. (Russland) (1754–1801); ⚭ (II) Hermine von Anhalt-Bernburg-Schaumburg-Hoym (1797–1817), Tochter von Viktor II. Karl Friedrich (Anhalt-Bernburg-Schaumburg-Hoym) (1767–1812); ⚭ (III) Maria Dorothea von Württemberg (1797–1855), Tochter des Prinzen Ludwig von Württemberg (1756–1817)
      1. (I) Alexandrine (1801)
      2. (II) Hermine Amelie Marie von Österreich (1817–1842), Äbtissin
      3. (II) Stephan von Österreich (1817–1867), Palatin von Ungarn
      4. (III) Elisabeth (1820)
      5. (III) Alexander (1825–1837)
      6. (III) Elisabeth Franziska Maria von Österreich (1831–1903)
      7. (III) Joseph Karl Ludwig von Österreich (1833–1905) ⚭ Clotilde von Sachsen-Coburg und Gotha (1846–1927), Tochter von August von Sachsen-Coburg und Gotha (1818–1881)
        1. Elisabeth Klementine Klothilde Maria Amalie (1865–1866)
        2. Maria Dorothea von Österreich (1867–1932) ⚭ Louis Philippe Robert d’Orléans, duc d’Orléans (1869–1926)
        3. Margarethe Klementine von Österreich (1870–1955) ⚭ Albert von Thurn und Taxis (1867–1952)
        4. Joseph August von Österreich (1872–1962) ⚭ Auguste Maria Luise von Bayern (1875–1964), Tochter von Leopold von Bayern (1846–1930)
          1. Josef Franz von Österreich (1895–1957) ⚭ Anna Monika Pia von Sachsen (1903–1976), Tochter von König Friedrich August III. (Sachsen) (1865–1932)
            1. Margarethe Habsburg-Lothringen (1925–1979) ⚭ Alexander Cech
            2. Helene Habsburg-Lothringen (* 1927) ⚭ Georg Alexander Herzog zu Mecklenburg (1921–1996)
            3. Anna Theresia Habsburg-Lothringen (1928–1984)
            4. Joseph Arpád Habsburg-Lothringen (* 1933) ⚭ Maria zu Löwenstein-Wertheim-Rosenberg, Tochter von Karl zu Löwenstein-Wertheim-Rosenberg (1904–1990)
            5. Stephan (István) Habsburg-Lothringen (* 1934) ⚭ Maria Anderl
            6. Kynga Habsburg-Lothringen (* 1938) ⚭ Joachim Krist
            7. Géza Habsburg-Lothringen (* 1940) ⚭ Elizabeth Jane Kunstadter
            8. Michael Habsburg-Lothringen (* 1942) ⚭ Christiana zu Löwenstein-Wertheim-Rosenberg (* 1940), Tochter von Karl zu Löwenstein-Wertheim-Rosenberg (1904–1990)
              1. Eduard Habsburg-Lothringen (* 1967) ⚭ Maria Theresia von Gudenus (* 1967)
                1. Anna-Carolina Habsburg-Lothringen (* 1996)
                2. Theresa Habsburg-Lothringen (* 1997)
                3. Paul Habsburg-Lothringen (* 2000)

              2. Paul Habsburg-Lothringen (* 1968)
              3. Margherita Habsburg-Lothringen (* 1972) ⚭ Benedikt Piatti (* 1966)

          2. Gisela Augusta Anna Maria (1897–1901)
          3. Sophie (1899–1978)
          4. Ladislaus (1901–1946)
          5. Mathias Joseph Albrecht Anton Ignatius Maria (1904–1905)
          6. Magdalene (1909–2000)

        5. Ladislaus Philipp von Österreich (1875–1895), verunglückt
        6. Elisabeth Henriette Klothilde Maria Viktoria (1883–1958)
        7. Klothilde Maria Amalie Philomena Raineria (1884–1903)

      8. (III) Marie Henriette von Österreich (1836–1902) ⚭ König Leopold II. (Belgien) (1835–1909)

    10. Maria Klementine von Österreich (1777–1801) ⚭ König Franz I. (Sizilien) (1777–1830)
    11. Anton Viktor von Österreich (1779–1835), Kurfürst von Köln, Hochmeister des Deutschen Ordens
    12. Maria Amalia (1780–1798)
    13. Johann von Österreich (1782–1859) ⚭ Anna Plochl (1804–1885), Freifrau von Brandhofen, Tochter des Postmeisters Jakob Plochl (Stammeltern des Geschlechts Meran)
    14. Rainer von Österreich (1783–1853), Vizekönig von Lombardo-Venetien ⚭ Maria Elisabeth von Savoyen-Carignan (1800–1856), Tochter von Karl Emanuel von Savoyen-Carignan (1770–1800)
      1. Maria (1821–1844)
      2. Adelheid von Österreich (1822–1855) ⚭ König Viktor Emanuel II. (1820–1878)
      3. Leopold von Österreich (1823–1898)
      4. Ernst von Österreich (1824–1899)
      5. Sigismund von Österreich (1826–1891)
      6. Rainer von Österreich (1827–1913) ⚭ Maria Karolina von Österreich (1825–1915), Tochter von Karl von Österreich-Teschen (1771–1847)
      7. Heinrich von Österreich (1828–1891) ⚭ Leopoldine Hofmann (1842–1891), Freifrau von Waideck
      8. Maximilian (1830–1839)

    15. Ludwig von Österreich (1784–1864)
    16. Rudolf von Österreich-Toskana (1788–1831), Kardinal, Bischof von Olmütz

  10. Maria Karolina von Österreich (1748–1748)
  11. Johanna Gabriele von Österreich (1750–1762)
  12. Maria Josepha von Österreich (1751–1767)
  13. Maria Karolina von Österreich (1752–1814) ⚭ König Ferdinand I. (Sizilien) (1751–1825)
  14. Ferdinand Karl von Österreich-Este (1754–1806) ⚭ Maria Beatrice d’Este (1750–1829), Tochter von Ercole III. d’Este (1727–1803)
    1. Josef Franz (1772)
    2. Maria Theresia von Österreich-Este (1773–1832) ⚭ König Viktor Emanuel I. (1759–1824)
    3. Josepha (1775–1777)
    4. Maria Leopoldine von Österreich-Este (1776–1848) ⚭ Karl Theodor (Pfalz und Bayern) (1724–1799)
    5. Franz IV. (Modena) (1779–1846), Herzog von Modena ⚭ Maria Beatrix von Savoyen (1792–1840), Tochter von Viktor Emanuel I. (1759–1824), König von Sardinien-Piemont
      1. Maria Theresia von Österreich-Este (1817–1886) ⚭ Henri d’Artois (1820–1883) comte de Chambord
      2. Franz V. (Modena) (1819–1875) ⚭ Adelgunde Auguste von Bayern (1823–1914), Tochter von König Ludwig I. (Bayern) (1786–1868)
        1. Anna Beatrice (1848–1849)

      3. Ferdinand Karl von Österreich-Este (1821–1849) ⚭ Elisabeth Franziska Maria von Österreich (1831–1903), Tochter von Joseph Anton Johann von Österreich (1776–1847)
        1. Marie Therese von Österreich-Este (1849–1919) ⚭ König Ludwig III. (Bayern) (1845–1921)

      4. Maria Beatrix von Österreich-Este (1824–1906) ⚭ Juan Carlos de Borbón (1822–1887), Prätendent

    6. Ferdinand Karl von Österreich-Este (1781–1850), Feldmarschall
    7. Maximilian Joseph von Österreich-Este (1782–1863), Hochmeister
    8. Maria Antonia (1784–1786)
    9. Karl Ambrosius von Österreich-Este (1785–1809), Erzbischof von Gran
    10. Maria Ludovika Beatrix von Österreich-Este (1787–1816) ⚭ Kaiser Franz II. (HRR) (1768–1835)

  15. Marie-Antoinette von Österreich-Lothringen (1755–1793), hingerichtet ⚭ König Ludwig XVI. (1754–1793), hingerichtet
  16. Maximilian Franz von Österreich (1756–1801), Erzbischof, Kurfürst von Köln

### Nachkommen von Karl I. (Österreich-Ungarn)
1. Karl I. (Österreich-Ungarn) (1887–1922) ⚭ Zita von Bourbon-Parma (1892–1989), Tochter von Herzog Robert I. (Parma) (1848–1907)
  1. Otto von Habsburg (1912–2011) ⚭ Regina von Sachsen-Meiningen (1925–2010), Tochter von Georg III. (Sachsen-Meiningen) (1892–1946)
    1. Andrea (* 1953) ⚭ Karl-Eugen Erbgraf von Neipperg (* 1951)
    2. Monika (* 1954) ⚭ Luis María Gonzaga de Casanova-Cárdenas y Barón, Herzog von Santángelo (* 1950)
    3. Michaela (* 1954) ⚭ (I) Eric d’Antin (1920–2004); ⚭ (II) Hubertus Graf von Kageneck (* 1940)
    4. Gabriela von Habsburg (* 1956) ⚭ Christian Meister (* 1954)
    5. Walburga Habsburg Douglas (* 1958) ⚭ Archibald Graf Douglas (* 1949)
    6. Karl Habsburg-Lothringen (* 1961) ⚭ Baronesse Francesca Thyssen-Bornemisza de Kászon (* 1958), Tochter von Hans Heinrich Thyssen-Bornemisza de Kászon (1921–2002)
      1. Eleonore Habsburg-Lothringen (* 1994) ⚭ Jérôme D’Ambrosio
      2. Ferdinand Zvonimir Habsburg-Lothringen (* 1997)
      3. Gloria Habsburg-Lothringen (* 1999)

    7. Georg Habsburg-Lothringen (* 1964) ⚭ Eilika von Oldenburg (* 1972), Tochter von Johann Friedrich Adolf Herzog von Oldenburg (* 1940)
      1. Sophia (* 2001)
      2. Ildikó (* 2002)
      3. Karl Konstantin (* 2004)

  2. Adelheid von Habsburg-Lothringen (1914–1971)
  3. Robert Habsburg-Lothringen (1915–1996) ⚭ Margerita von Savoyen (1930–2022), Tochter von Amadeus, 3. Herzog von Aosta (1898–1942)
    1. Maria Beatrice (* 1954) ⚭ Riprand Graf von Arco-Zinneberg (* 1955)
    2. Lorenz Habsburg-Lothringen (* 1955) ⚭ Astrid von Belgien (* 1962), Tochter von König Albert II. (Belgien) (* 1934)
    3. Gerhard Thaddäus (* 1957)
    4. Martin Karl (* 1959) ⚭ Katharina von Isenburg-Birstein (* 1971)
    5. Isabella (* 1963) ⚭ Andrea Graf Czarnocki-Lucheschi (* 1960)

  4. Felix Habsburg-Lothringen (1916–2011) ⚭ Anna-Eugenie von Arenberg (1925–1997)
  5. Carl Ludwig Habsburg-Lothringen (1918–2007) ⚭ Yolande de Ligne (* 1923)
    1. Rudolf Maria Carl (* 1950) ⚭ Baroness Hélène de Villenfagne de Vogelsanck (* 1954), acht Kinder
    2. Alexandra Maria Anna (* 1952) ⚭ Hector Riesle (* 1943)
    3. Carl Christian (* 1954) ⚭ Marie Astrid von Luxemburg (* 1954), Tochter von Großherzog Jean (Luxemburg) (1921–2019)
    4. Maria Constanza (* 1957) ⚭ Franz Joseph Auersperg-Trautson (* 1954)

  6. Rudolph Habsburg-Lothringen (1919–2010) ⚭ (I) 1953 Xenia Tschernyschew Besobrasow (1929–1968); ⚭ (II) 1971 Anna Gabriele Fürstin von Wrede (* 1940)
  7. Charlotte (1921–1989) ⚭ Georg Herzog zu Mecklenburg (1899–1963)
  8. Elisabeth Charlotte (1922–1993) ⚭ Prinz Heinrich von Liechtenstein (1916–1991), Sohn von Alfred Roman von Liechtenstein (1875–1930)

### Linie Habsburg-Lothringen-Toskana

Wappen derer von Österreich-Toskana

1. Ferdinand III. (Toskana) (1769–1824) ⚭ Luisa Maria von Neapel-Sizilien (1773–1802), Tochter von König Ferdinand I. (Sizilien) (1751–1825)
  1. Carolina Ferdinanda (1793–1802)
  2. Franz Leopold (1794–1800)
  3. Leopold II. (Toskana) (1797–1870) ⚭ (I) Maria Anna von Sachsen (1799–1832), Tochter von Prinz Maximilian von Sachsen (1759–1838); ⚭ (II) Maria Antonie von Neapel-Sizilien (1814–1898), Tochter von König Franz I. (Sizilien) (1777–1830)
    1. (I) Maria Carolina (1822–1841)
    2. (I) Auguste Ferdinande von Österreich (1825–1864) ⚭ Luitpold von Bayern (1821–1912), Prinzregent von Bayern
    3. (I) Maximiliana (1827–1834)
    4. (II) Maria Isabella von Österreich-Toskana (1834–1901) ⚭ Francesco di Paola di Bourbon (1827–1892), Graf von Trapani, Sohn von König Franz I. (Sizilien) (1777–1830)
    5. (II) Ferdinand IV. (Toskana) (1835–1908) ⚭ (I) Anna Maria von Sachsen (1836–1859), Tochter von König Johann (Sachsen) (1801–1873); ⚭ (II) Alicia von Bourbon-Parma (1849–1935), Tochter des Herzogs Karl III. (Parma) (1823–1854)
      1. (I) Maria Antonia (1858–1883)
      2. (II) Leopold Wölfling (1868–1935) ⚭ (I) 1903–1907 (Scheidung) Wilhelmine Adamovicz (1877–1908); ⚭ (II) 1907–1916 (Scheidung) Maria Magdalena Ritter (1876–1924); ⚭ (III) 1933 Klara Hedwig Pawlowski, geb. Groeger (1894–1978)
      3. (II) Luise von Österreich-Toskana (1870–1947) ⚭ König Friedrich August III. (Sachsen) (1865–1932)
      4. (II) Joseph Ferdinand von Österreich-Toskana (1872–1942), Generaloberst ⚭ (I) 1921–1928 Rosa Kandie Kaltenbrunner (1878–1928); ⚭ (II) 1929 Gertrude Tomanek von Beyerfels-Mondsee (1902–1997)
      5. (II) Peter Ferdinand von Österreich-Toskana (1874–1948) ⚭ Maria Christina von Bourbon-Sizilien (1877–1947), Tochter von Alfons Maria von Neapel-Sizilien (1841–1934), Graf von Caserta
        1. Gottfried (1902–1984) ⚭ Dorothea von Bayern (1920–2015), Tochter von Franz Maria Luitpold von Bayern (1875–1957)
        2. Helene von Österreich (1903–1924) ⚭ Philipp II. Albrecht von Württemberg (1893–1975)
        3. Georg (1905–1952)
        4. Rosa von Österreich (1906–1983) ⚭ Philipp II. Albrecht von Württemberg (1893–1975)

      6. (II) Heinrich Ferdinand von Österreich-Toskana (1878–1969) ⚭ Maria Karoline Ludescher (1883–1981)
        1. Heinrich (1908–1968) ⚭ Helvig Schütte (1910–1990)
          1. Ulrich Habsburg-Lothringen (* 1941) ⚭ Friederika von Klinkowström (* 1942)
          2. Christoph Heinrich (* 1944) ⚭ Ebba von Mohrenschildt
          3. Helvig Helle (* 1942) ⚭ Andreas Freiherr Jordis von Lohausen

        2. Ottmar (1910–1988)
        3. Veronika (1912–2001)

      7. (II) Anna Maria Theresia (1879–1961) ⚭ 1901 Fürst Johannes zu Hohenlohe-Bartenstein (1863–1921)
      8. (II) Margareta von Österreich-Toskana (1881–1965)
      9. (II) Germana Maria Theresia (1884–1955)
      10. (II) Robert Ferdinand (1885–1895)
      11. (II) Agnes Maria Theresia (1891–1945)

    6. (II) Maria Theresia (1836–1838)
    7. (II) Maria Christine (1838–1849)
    8. (II) Karl Salvator von Österreich-Toskana (1839–1892) ⚭ Maria Immaculata von Sizilien (1844–1899), Tochter von König Ferdinand II. (Sizilien) (1810–1859)
      1. Maria Theresia von Österreich-Toskana (1862–1933) ⚭ Karl Stephan von Österreich (1860–1933)
      2. Leopold Salvator von Österreich-Toskana (1863–1931), Generaloberst ⚭ Blanca de Castilla de Borbón (1868–1949), Tochter von Carlos María de los Dolores de Borbón (1848–1909), Prätendent Spaniens
        1. Maria de los Dolores Beatrix (1891–1974)
        2. Maria Immaculata von Österreich (1892–1971) ⚭ Rittmeister Nobile Igino Neri-Serneri (1891–1950)
        3. Margaretha von Österreich-Toskana (1894–1986) ⚭ Francesco Maria Taliani de Marchio (1887–1968), ital. Diplomat
        4. Rainer Karl (1895–1930)
        5. Leopold von Österreich-Toskana (1897–1958)
        6. Maria Antonia (1899–1977)
        7. Anton Habsburg-Lothringen (1901–1987) ⚭ Ileana von Rumänien (1909–1991), Tochter von König Ferdinand I. (Rumänien) (1865–1927)
          1. Stefan (1932–1998) ⚭ Mary Jerrine Soper
          2. Maria-Ileana (1933–1959) ⚭ Jaroslaw Graf von Kotulin und Dobrzenicz (1917–1959)
          3. Alexandra (* 1935)
          4. Dominic (* 1937) ⚭ 1960 Engel von Voss (1937–2010)
            1. Sandor (* 1965) ⚭ 2010 Herta Margarete Schweinzer-Reyländer geschiedene Öfferl (* 1961)

          5. Maria Magdalena (1939–2021) ⚭ Hans Freiherr von Holzhausen
          6. Elisabetha (1942–2019)

        8. Assunta (1902–1993)
        9. Franz Josef von Österreich-Toskana (1905–1975)
        10. Karl Pius von Österreich-Toskana (1909–1953)

      3. Franz Salvator von Österreich-Toskana (1866–1939) ⚭ (I) Marie Valerie von Habsburg (1868–1924), Tochter von Kaiser Franz Joseph I. (1830–1916); ⚭ (II) 1934 Melanie Freifrau von Risenfels (1898–1984)
        1. (I) Elisabeth Franziska von Österreich-Toskana (1892–1930) ⚭ Graf Georg von Waldburg-Zeil (1878–1955)
        2. (I) Franz Karl von Österreich-Toskana (1893–1918)
        3. (I) Hubert Salvator Habsburg-Lothringen (1894–1971) ⚭ Rosemary zu Salm-Salm (1904–2001), Tochter von Emanuel Alfred zu Salm-Salm
          1. Friedrich Salvator (1927–1999) ⚭ Margarete Gräfin Kálnoky von Kőröspatak, 4 Kinder
          2. Agnes Christina (1928–2007) ⚭ Prinz Karl-Alfred von und zu Liechtenstein (1910–1985), Sohn von Alois von und zu Liechtenstein (Prinz) (1869–1955)
          3. Maria Margaretha (* 1930)
          4. Maria Ludovica (1931–1999)
          5. Maria Adelheid (* 1933), Ordensfrau S.O.D.C.
          6. Elisabeth Mathilde (1935–1998) ⚭ Heinrich Prinz von Auersperg-Breunner (auf Schloss Wald in Pyhra)
          7. Andreas Salvator (* 1936) ⚭ (I) 1986 Maria Espinosa de los Monteros y Rosillo; ⚭ (II) 2003 Valerie Gräfin Podstatzky-Lichtenstein, 3 Kinder
          8. Josepha Hedwig (* 1937) ⚭ Clemens Graf von Waldstein, Herr von Wartenberg
          9. Valerie Isabella (* 1941) ⚭ Max Markgraf von Baden (1933–2022)
          10. Maria Alberta (* 1944) ⚭ Alexander Freiherr von Kottwitz-Erdödy
          11. Markus Emanuel (* 1946) ⚭ Hildegard Jungmayr, 3 Kinder
          12. Johann Maximilian (* 1947) ⚭ Annemarie Stummer, 3 Kinder
          13. Michael Salvator (* 1949) ⚭ Eva Antonia von Hofmann, 1 Kind

        4. (I) Hedwig von Österreich-Toskana (1896–1970) ⚭ Bernard Graf zu Stolberg-Stolberg (1881–1952)
        5. (I) Theodor Salvator (1899–1978) ⚭ Maria Theresa Gräfin von Waldburg-Zeil-Trauchburg (1901–1967)
        6. (I) Gertrud von Österreich-Toskana (1900–1962) ⚭ Graf Georg von Waldburg-Zeil (1878–1955)
        7. (I) Maria (1901–1936)
        8. (I) Clemens Salvator von Österreich-Toskana (1904–1974), Nachname 1931 auf Altenburg geändert ⚭ Elisabeth Rességuier de Miremont (1906–2000), Tochter von Friedrich Bernard Resseguier de Miremont
        9. (I) Mathilde (1906–1991) ⚭ Ernst Hefel (1888–1974)
        10. (I) Agnes (1911)

      4. Karoline von Österreich-Toskana (1869–1945) ⚭ Prinz August Leopold von Sachsen-Coburg und Gotha (1867–1922), kaiserlich brasilianischer Thronprätendent
      5. Maria Antonia (1871–1896)
      6. Albrecht Salvator (1871–1896)
      7. Maria Antoinette (1874–1891)
      8. Maria Immakulata von Österreich (1878–1968) ⚭ Herzog Robert von Württemberg (1873–1947)
      9. Rainier Salvator (1880–1889)
      10. Henriette (1884–1886)
      11. Ferdinand Salvator (1888–1891)

    9. (II) Maria Anna (1840–1841)
    10. (II) Rainer (1842–1844)
    11. (II) Maria Luisa von Österreich-Toskana (1845–1917) ⚭ Fürst Karl zu Isenburg-Birstein (1838–1899)
    12. (II) Ludwig Salvator von Österreich-Toskana (1847–1915)
    13. (II) Johann Salvator von Österreich-Toskana (1852; 1911 verschollen erklärt)

  4. Maria Luisa von Österreich-Toskana (1798–1857), Äbtissin des Fräuleinstifts zur heiligen Anna in Würzburg
  5. Maria Theresia von Österreich-Toskana (1801–1855) ⚭ Karl Albert (Sardinien-Piemont) (1798–1849), König von Sardinien

### „Feldherrenlinie“
1. Karl von Österreich-Teschen (1771–1847) ⚭ Henriette Alexandrine von Nassau-Weilburg (1797–1829), Tochter von Herzog Friedrich Wilhelm (Nassau-Weilburg) (1768–1816)
  1. Maria Theresia von Österreich (1816–1867) ⚭ König Ferdinand II. (Sizilien) (1810–1859)
  2. Albrecht von Österreich-Teschen (1817–1895) ⚭ Hildegard Luise von Bayern (1825–1864), Tochter von König Ludwig I. (Bayern) (1786–1868)
    1. Marie Theresia von Österreich (1845–1927) ⚭ Herzog Philipp von Württemberg (1838–1917)
    2. Karl Albrecht (1847–1848)
    3. Mathilde von Österreich-Teschen (1849–1867)

  3. Karl Ferdinand von Österreich (1818–1874) ⚭ Elisabeth Franziska Maria von Österreich (1831–1903), Tochter von Joseph Anton Johann von Österreich (1776–1847)
    1. Franz-Joseph (1855)
    2. Friedrich von Österreich-Teschen (1856–1936), Feldmarschall ⚭ Isabella von Croy-Dülmen (1856–1931), Tochter von Herzog Rudolf von Croÿ (1823–1902)
      1. Maria Christina von Österreich-Teschen (1879–1962) ⚭ Prinz Emanuel Alfred zu Salm-Salm (1871–1916)
      2. Maria Anna von Österreich-Teschen (1882–1940) ⚭ Herzog Elias von Bourbon-Parma (1880–1959)
      3. Maria Henriette von Österreich-Teschen (1883–1956) ⚭ Prinz Gottfried zu Hohenlohe-Schillingsfürst (1867–1932)
      4. Natalie von Österreich-Teschen (1884–1898)
      5. Stephanie von Österreich-Teschen (1886–1890)
      6. Gabriele von Österreich-Teschen (1887–1954)
      7. Isabella von Österreich-Teschen (1888–1973) ⚭ Prinz Georg Franz Josef von Bayern (1880–1943)
      8. Maria Alice von Österreich-Teschen (1893–1962) ⚭ 1920 Friedrich Heinrich Freiherr Waldbott von Bassenheim (1889–1959)
      9. Albrecht II. von Österreich-Teschen (1897–1955) ⚭ (I) 1930–1937 Irene Dora Lelbach (1897–1985); ⚭ (II) 1938–1951 Katalin Bocskay de Felsö-Bánya (1909–2000); ⚭ (III) 1951 Lydia Strausz-Dorner

    3. Maria Christina von Österreich (1858–1929) ⚭ König Alfons XII. von Spanien (1857–1885)
    4. Karl Stephan von Österreich (1860–1933) ⚭ Maria Theresia von Österreich-Toskana (1862–1933), Tochter von Karl Salvator von Österreich-Toskana (1839–1892)
      1. Eleonora Maria Immaculata (1886–1974) ⚭ Alfons von Kloss
      2. Renata Maria (1888–1935) ⚭ Prinz Hieronymus Radziwiłł
      3. Karl Albrecht von Habsburg-Altenburg (1888–1951), österr. und poln. Offizier und Thronkandidat ⚭ Alice Ankarcrona, verwitwete Gräfin Badeni
      4. Mechthild Maria Christina (1891–1966) ⚭ Prinz Olgierd Czartoryski
      5. Leo Karl von Habsburg-Lothringen (1893–1939), österr. und poln. Offizier ⚭ Gräfin Maria-Klothilde de Thuillières
      6. Wilhelm Franz von Habsburg-Lothringen (1895–1948), österr. und ukrainischer Offizier und Thronkandidat

    5. Eugen von Österreich-Teschen (1863–1954), Feldmarschall, Hochmeister
    6. Maria Eleonora (1864)

  4. Friedrich Ferdinand Leopold von Österreich (1821–1847)
  5. Rudolph Franz (1822)
  6. Maria Karolina von Österreich (1825–1915) ⚭ Erzherzog Rainer von Österreich (1827–1913)
  7. Wilhelm von Österreich (1827–1894), Hochmeister